# Sonata para piano n.º 20 (Schubert)

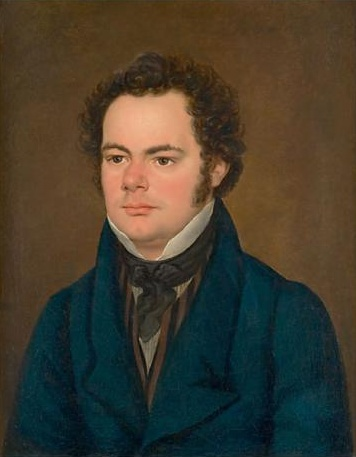
Retrato de Franz Schubert hecho por Anton Depauly (1827).

La Sonata para piano  n.º 20 en la mayor D. 959 es una sonata para piano de Franz Schubert. Forma junto las sonatas D. 958 y D. 960 las últimas obras mayores para piano del compositor, todas escritas durante sus últimos meses de vida, entre primavera y otoño de 1828, época en que se encontraba afectado por una sífilis terciaria.

## Estructura

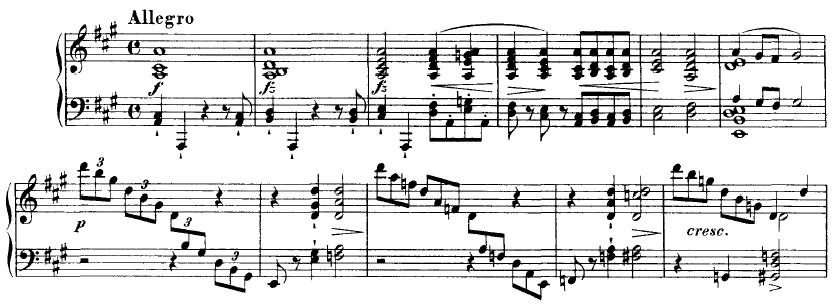
Apertura de la Sonata en la mayor.

### I.Allegro
La sonata comienza con un forte, con mucha textura cordal fanfarria enfatizando un bajo la pedal y de métrica binaria por etapas diatónicas ascendentes en tercios en las voces medias, seguido inmediatamente por tranquilos tresillos descendente de arpegios puntuados por los acordes de luz que describen una ascensión cromática. Estas frases altamente contrastantes proporcionan el material motivador para gran parte de la sonata. El segundo tema es una melodía lírica escrita en armonía de cuatro partes. La exposición sigue la práctica clásica estándar modulando de la tónica (la) a la dominante (mi) para el segundo tema, incluso preparando la última tonalidad con su propia V, el único primer movimiento que lo hace en el Schubert maduro. A pesar de este enfoque tradicional, ambos temas de exposición se construyen en una forma ternaria innovadora, y en cada sección B resultante, una sección de desarrollo altamente cromático basada en la segunda frase de la exposición modula a través del círculo de quintas, solo para volver a la tónica. Esta estructura novedosa crea una sensación de movimiento armónico sin comprometerse realmente con una modulación temática, y es una de las técnicas que utiliza Schubert para lograr una sensación de escala en el movimiento.
El desarrollo propiamente dicho se basa en una variación escalar del segundo tema escuchado al final de la exposición. Aquí, en contraste con las llamativas excursiones moduladoras anidadas en la exposición, el plan tonal es estático, cambiando constantemente entre do mayor y si mayor (luego si menor). Después de que el tema de desarrollo se establece finalmente en la tónica menor, la retransición dramática tiene el papel poco convencional de solo cambiar al modo mayor para preparar la recapitulación, en lugar de preparar completamente la clave tónica (que en este caso ya se ha establecido).
La recapitulación es tradicional: permanecer en la tónica y enfatizar la tónica menor y la submediante bemol (fa mayor) como tonalidades subdominantes. La coda replantea el primer tema, esta vez de una manera mucho más «vacilante», pianissimo y con más alusiones a tonalidades subdominantes. El movimiento termina con serenos arpegios. Sin embargo, para el penúltimo acorde, Schubert eligió una llamativa sexta italiana en bemol II, en lugar de los más habituales acordes de séptima dominante o séptima disminuida. Esta elección no es arbitraria, es una declaración final del segundo motivo menor ascendente de base cromática que impregna el movimiento, un motivo que se invertirá en una segunda menor descendente en el siguiente movimiento.

### II.Andantino
El segundo movimiento es en fa sostenido menor, en forma ABA. La sección A presenta una melodía escasa, de lamento, conmovedora, llena de gestos de suspiros (representados por segundas descendentes). Este tema, a pesar de su carácter muy diferente, hace referencia a los primeros compases del Allegro, una fuente mencionada anteriormente de gran parte del material de la sonata: el primer compás de Andantino comparte con la fanfarria un «eco» de nota de segundo tiempo después del pesimista en A, creando una afinidad rítmica audible. Además, el cierre silencioso del tema A presenta el patrón característico de la fanfarria de tercios escalonados en las voces medias encerradas entre octavas tónicas.
La sección intermedia es de carácter improvisado, parecido a una fantasía, con modulaciones y sonoridades extremadamente duras, que culmina en do ♯ menor con acordes fortissimo. El cromatismo, el énfasis de tresillo y los patrones moduladores de esta sección recuerdan los desarrollos anidados dentro de la exposición de Allegro. Tras el clímax en do ♯ menor (según Fisk, tonalidad de gran importancia en el ciclo por su relación con Der Wanderer), una sección recitativa con sorprendentes arrebatos de sforzando enfatizando una segunda menor ascendente conduce a una frase serena en el modo mayor (do ♯ mayor), que a su vez conduce (como el dominante de fa ♯ menor) de regreso a la sección A, aquí algo transformada, con nueva figuración de acompañamiento. Los últimos compases del movimiento presentan arpegios que prefiguran la apertura del siguiente Scherzo.

### III.Scherzo: Allegro vivace – Trio: Un poco più lento
La sección A del scherzo utiliza una figura de arpegio que salta y que recuerda rítmica y armónicamente a los primeros compases de la sonata. La sección B está dominada por la yuxtaposición de dos reinos tonales distantes. Comienza en do mayor para un tema alegre que se interrumpe abruptamente por una escala descendente do ♯ menor sin ninguna preparación moduladora, en una referencia cíclica sorprendente con el clímax de sección media del movimiento precedente. Después de este arrebato, la sección B termina silenciosamente en do ♯ menor una melodía de nota de gracia idéntica en contorno a una figura del tema del Andantino (2-1–7–1–3–1), antes de modular de nuevo a la tónica del movimiento. Do mayor regresa en la sección A final, esta vez más integrada tonalmente en su entorno la mayor, mediante secuencias moduladoras. El trío de forma ternaria en re mayor usa el cruce de manos para agregar un acompañamiento melódico al tema de acordes y se basa rítmica y armónicamente en la apertura del Allegro.

### IV.Rondo: Allegretto – Presto
Este movimiento rondó lírico consiste en un movimiento de tresillo fluido y una melodía cantada sin fin. Su forma es una sonata-rondó (A-B-A-desarrollo-A-B-A-coda). El tema principal y de apertura del rondó está tomado del movimiento lento de la Sonata para piano en la menor D. 537 de 1817. Charles Fisk ha señalado que este tema tendría sentido musical como una respuesta posterior al tono principal interrogativo que cierra la apertura de fanfarria del Allegro. En esta capacidad, el lirismo de Rondo es el objetivo final dramáticamente retrasado de la sonata. El segundo grupo temático está escrito en la tonalidad dominante tradicional. Sin embargo, es muy largo y se modula a través de muchas tonalidades subdominantes diferentes.
La sección de desarrollo, por el contrario, culmina en un largo pasaje en do ♯ menor con un clímax caracterizado por una ambigüedad que genera tensión entre mi mayor y do ♯ menor y una evasión muy prolongada de una cadencia. Esto conduce a una recapitulación falsa en fa ♯ mayor, que luego se modula para comenzar de nuevo en la tonalidad de inicio.
En la coda, el tema principal vuelve fragmentado, con pausas de compás completas, que conducen cada vez a cambios inesperados de tonalidad. A esto le sigue una sección de Presto agitada, basada en los compases finales del tema principal, y la sonata concluye con una evocación audaz de sus mismos compases iniciales, con un arpegio ascendente (esencialmente una inversión de la figura descendente de la segunda frase del Allegro), seguido de una declaración completa fortissimo de la fanfarria de apertura en retrogrado.